# Schillerstovare
A schillerstovare[Nota], originária da Suécia, é uma raça desenvolvida no século XIX pelo fazendeiro Per Schiller, que cruzou cães locais com aqueles levados da Alemanha na busca por animais velozes, localizadores de lebres e raposas. Considerado um típico cão de caça sueco, é visto como especialista em acoar a presa e não atacá-la, esperando a chegada do caçador. Atualmente, são usados na caça esportiva, na qual matar o animal não é importante. De adestramento chamado fácil, tem o temperamento dócil e dedicado, embora precise de constante atividade.